# Ceanothus lorenzenii
Ceanothus lorenzenii är en brakvedsväxtart som först beskrevs av Jeps., och fick sitt nu gällande namn av Mcminn. Ceanothus lorenzenii ingår i släktet Ceanothus och familjen brakvedsväxter. Inga underarter finns listade i Catalogue of Life.